# Порт Хајден (Аљаска)
Порт Хајден (енгл. Port Heiden) град је у америчкој савезној држави Аљаска.

## Демографија
По попису из 2010. године број становника је 102, што је 17 (-14,3%) становника мање него 2000. године.
| Група             | 2000.      | 2010.      |
| Белци             | 23 (19,3%) | 15 (14,7%) |
| Афроамериканци    | 0 (0,0%)   | 0 (0,0%)   |
| Азијати           | 0 (0,0%)   | 0 (0,0%)   |
| Хиспаноамериканци | 3 (2,5%)   | 0 (0,0%)   |
| Укупно            | 119        | 102        |